# Safia phaeobasalis
Safia phaeobasalis är en fjärilsart som beskrevs av George Francis Hampson 1918. Safia phaeobasalis ingår i släktet Safia och familjen nattflyn. Inga underarter finns listade.